# Villa Sauckel

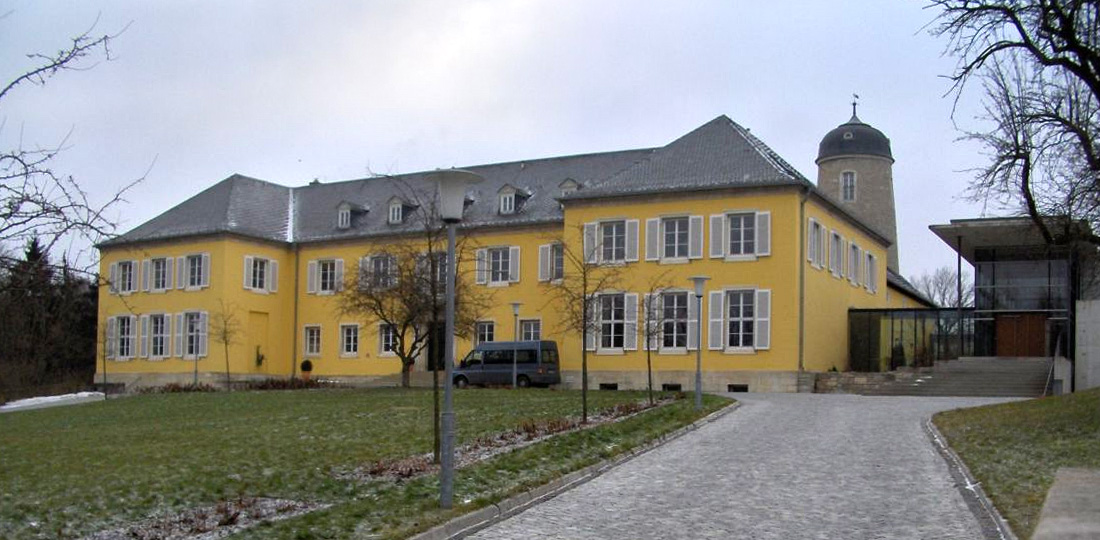
Villa Sauckel in Weimar, Straßenseite

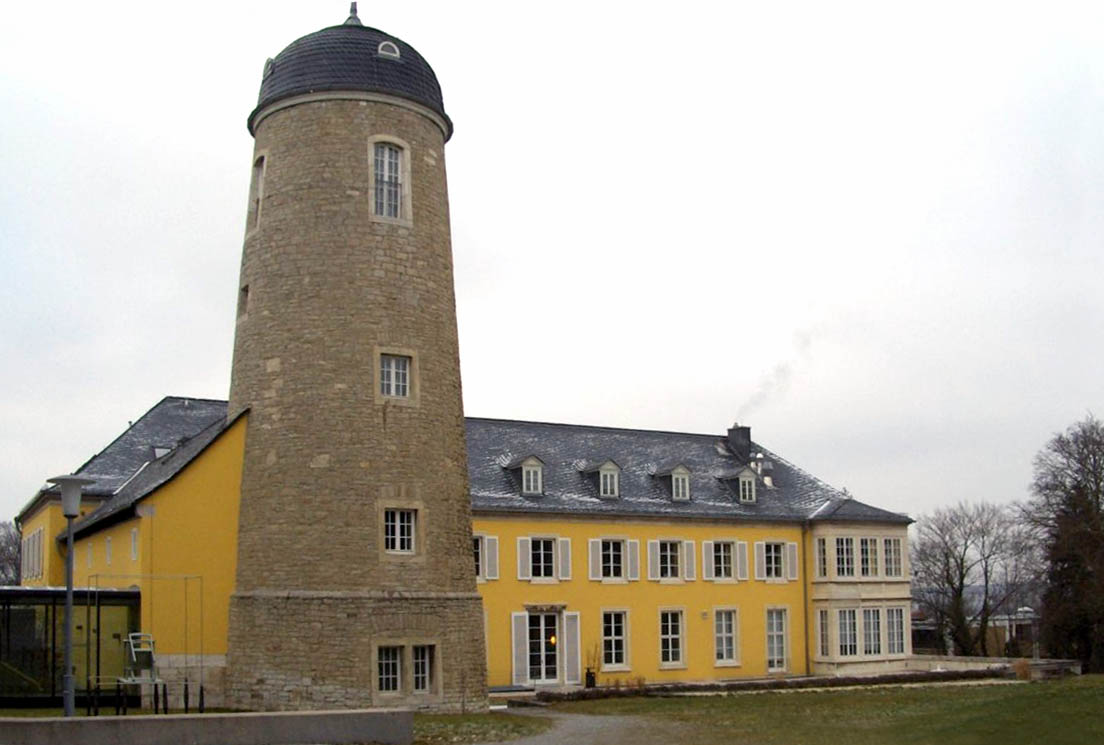
Villa Sauckel in Weimar, Gartenseite

Die sogenannte Villa Sauckel ist ein Gebäude in der Weimarer Windmühlenstraße 19/21, das ursprünglich als Dienstvilla des Thüringer NSDAP-Gauleiters Fritz Sauckel gebaut worden war. Heute ist es Schulungsstätte der Bundesagentur für Arbeit. Gegenüber der Villa Sauckel befindet sich das Hasenwäldchen. Sie wurde auf dem Gelmerodaer Berg errichtet. Ursprünglich wurde dieser als Böckelsberg bezeichnet.

## Geschichte
Der Architekt Hermann Giesler errichtete 1938/1939 die großzügig angelegte Dienstvilla des NSDAP-Gauleiters Thüringen als Dreiflügelanlage im Stile eines Stadtpalais, um eine alte Turmholländer-Windmühle angeordnet, die wiederum in den Entwurf einbezogen wurde. Die zum Bau der Villa notwendigen Arbeitskräfte wurden im nahegelegenen Konzentrationslager Buchenwald rekrutiert.
Der Gauleiter Fritz Sauckel war offenbar mit dem Ergebnis sehr zufrieden, denn er verlieh Giesler am 4. November 1938 die Ehrenbürgerwürde der Stadt Weimar. Die Möglichkeit für einen solchen Bau dürfte auch dem Umstand zuzuschreiben sein, dass Sauckel in besonderer Gunst Adolf Hitlers stand und dieser ihn für sehr verlässlich hielt. Außerdem galt Weimar auch in kulturpolitischer Beziehung dessen Interesse. Ebenfalls 1938 wurde nach Plänen Gieslers das Hotel Elephant wiedereröffnet.
Der Hausherr Fritz Sauckel bewohnte die Villa 1938 bis 1945 mit seiner Frau und seinen zehn Kindern, wobei zwei KZ-Häftlinge zu Hausarbeiten beschäftigt wurden. In direkter Nähe zur Villa wohnte der 2005 gestorbene Schriftsteller und Maler Armin Müller, von dem der Text zur Kantate „Die Glocke von Buchenwald“ stammt.
Im April 1945 wurde die Villa Hauptquartier der 3. amerikanischen Armee unter General George S. Patton. Nach dem Abzug der amerikanischen Truppen wurde das Gebäude bis 1969 als Armeelazarett und Entbindungsheim von der sowjetischen Armee genutzt.
Danach diente es dem "Deutschen Städte- und Gemeindetag der DDR" ab 1971 als "Institut für Kommunalpolitik" zur Ausbildung von Funktionären befreundeter afrikanischer, asiatischer und lateinamerikanischer Staaten.
Nach der deutschen Wiedervereinigung 1990 wurde es als Schulungsobjekt bis 1995 an die Deutsche Bundesbank vermietet.
In den Jahren 1996 bis 2000 wurde das Gebäude saniert, wobei es aus Denkmalschutzgründen baulich unverändert blieb. Es gab allerdings Anbauten und das Außengelände wurde neu gestaltet. Seitdem ist das Haus Bildungsstätte der Bundesagentur für Arbeit/Regionaldirektion Sachsen-Anhalt Thüringen und eines der beiden bundesweiten Kompetenzzentren SGB II. Außerdem wird die Villa für kulturelle Veranstaltungen genutzt.

## Bau
Die Straßenseite präsentiert sich als eine Anlage mit einem Mittelteil und zwei seitlichen Flügeln in neoklassizistischer Manier, dem eine größere Grünfläche vorgelagert ist, welche mit Bäumen umgeben ist. Vor der eigentlichen Villa ist eine befestigte Straße angelegt, die durch zwei Tore jeweils eine Ein- und Ausfahrt gewährleistet. Direkt an der Straße befindet sich ein Vorbau, vermutlich für das einstige Wachpersonal. Von der Garten-, also der Südseite, ragt der Mühlenturm heraus. Diese Mühle war 1843 von Gottlieb Wilhelm Letsch errichtet worden und wurde bis 1880 in Betrieb gehalten. Der Turm der in Weimar befindlichen Holländerwindmühle Letschs wurde in die Villa Sauckel einbezogen. Dort befinden sich zudem Obstbaumpflanzungen. Künstlerisch bemerkenswert ist auch der Wandbrunnen, der einen Fisch als Wasserspeier darstellt in Begleitung eines Putto.

## Dokumentarfilm
Die Villa ist Originalschauplatz für Szenen in einem am 16. August 2009 ausgestrahlten Film über den Gauleiter Sauckel unter dem Titel: Fritz Sauckel – Hitlers Mann in Thüringen nach dem Buch von Winifred König und unter der Regie von Dirk Otto. Außerdem wurde die Villa Sauckel in der ZDF-Reihe Böse Bauten erwähnt.